# Вішакхапатнам
Вішакхапатнам, скорочена англонізована форма Візаґ (англ. Visakhapatnam, Vishakhapatnam, Vizag, телугу: విశాఖపట్టణం) — місто і порт у північно-східній частині штату Андхра-Прадеш, на півдні Індії.

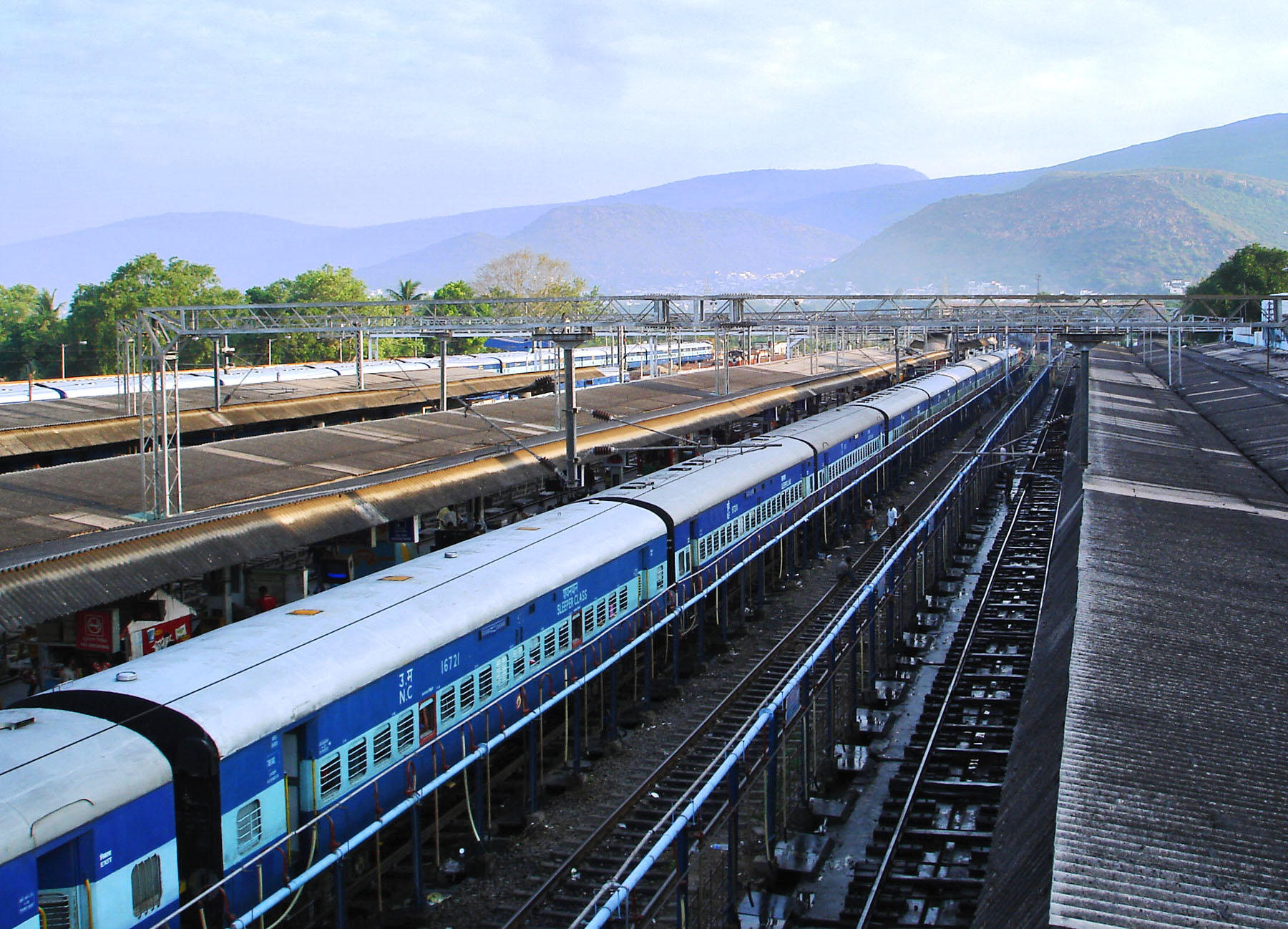
Залізнична станція м. Вішакгапатнам

Розташоване наколо невеликої бухти Бенгальської затоки, на відстані бл. 610 км на північний схід від м. Ченнаї (Мадрас). Вішакхапатнам — головний торговельний та адіміністративний центр з дорожними, залізничними та повітряними сполученнями. Міський порт є єдиною захищеною гаваню на узбережжі Коромандел. В Вішакхапатнамі знаходиться штаб східного управління військового морського флоту Індії.
У місті говорять на мові телугу.
Населення: 1 мільйон 309 тисяч жителів (станом на 2005 р.)